# Babette Mangolte
Babette Mangolte (1941) is een Frans-Amerikaanse filmregisseur en cameravrouw.

## Leven
Mangolte is geboren en getogen in Frankrijk en verhuisde in 1970 naar New York.
Ze is een van de eerste vrouwen die toegelaten werd aan de Ecole Nationale de la Photographie et de la Cinematographie, opgericht door Louis Lumière.
In de jaren 60 woonde ze vlak bij een cinema in de Rue d’Ulm in Parijs, daar kon ze elke dag films van alle tijden en over heel de wereld bekijken; films uit het Weimar-tijdperk, Sovjet-klassiekers, Franse avant-garde en Hollywood-films. Ze was naar eigen zeggen meer onder de indruk van de oudere films van onder anderen Jean Rouch, F.W. Murnau, Jean Epstein, dan van die van haar tijdgenoten zoals Jean-Luc Godard en François Truffaut.

## Loopbaan
Mangolte verwijst naar Dziga Vertovs De man met de camera (1929), die ze zag in 1961, als de film die haar naar de camera deed grijpen.
Ze draaide haar eerste film L'Automne, in 1970, geregisseerd door Marcel Hanoun. Vlak erna verhuisde ze van Frankrijk naar New York en geraakte diep betrokken bij de New Yorkse performance scène. Ze begon het werk van choreografen zoals Trisha Brown, Lucinda Childs, David Gordon, en Yvonne Rainer te documenteren. Mangolte leerde Chantal Akerman via Hanoun kennen in oktober 1971, toen Akerman net naar New York verhuisd was en op zoek was naar een getrainde cinematograaf voor haar volgende film. Samen maakten ze onder andere Jeanne Dielman, 23 quai du Commerce, 1080 Bruxelles (1975) en News from Home (1977).
In 2003 maakte ze een documentaire over Robert Bressons film Pickpocket uit 1959, getiteld Les Modèles de Pickpocket. Haar films zijn wereldwijd op filmfestivals vertoond en verschillende retrospectieven zijn aan haar werk gewijd.
In 2007 ging haar film Seven Easy Pieces by Marina Abramovic in première.

## Filmstijl
Scott MacDonald beschrijft Mangoltes composities als "no-bullshit minimalistische elegantie". Haar vroege films kunnen geplaatst worden binnen een beweging van onafhankelijke filmmakers in de jaren 70 die de basisbeginselen van cinema wilden blootleggen en onderzoeken. In 1970, het jaar dat Mangolte naar New York verhuisde, opende Anthology Film Archives. Hier keek ze naar een nieuw soort cinema van makers zoals Jonas Mekas en Stan Brakhage, die haar beïnvloedden in haar eigen werk.

## Filmografie
Geregisseerd, geproduceerd, gemonteerd of gefilmd door Babette Mangolte
- 1975 What Maisie Knew - 58 min., 16mm
- 1976 (Now) - 10 min., 16mm
- 1977 The Camera: Je (La Camera: I) - 88 min., 16mm
- 1978 Water Motor - 9min., 16mm - Choreography: Trisha Brown
- 1979 There? Where? - 8min., 16mm
- 1980 The Cold Eye (My Darling be Careful) - 90min., 16mm
- 1982 The Sky on Location - 78min., 16mm
- 1991 Visible Cities - 31 min. 16mm
- 1993 Four Pieces by Morris, - 94 min., 16mm
- 1995-99 Dismantle, -16mm
- 2000 Homemade, - 6 min., Super 8mm - Choreografie: Trisha Brown
- 2003 Les Modèles de Pickpocket, - 89 min.
- 2004 Roof and Fire Piece, 31 min., - Choreografie: Trisha Brown (1979)
- 2007 Seven Easy Pieces (performance door Marina Abaramović)
- 2007 Yvonne Rainer's AG Indexical with a little help from H.M.
- 2008 Yvonne Rainer's RoS Indexical 2010 Slide Shoq
- 2012 Roof Piece on the High Line
- 2012 Patricia Patterson Paintings
- 2012 Edward Krasiński's Studio
- 2012 Homemade - Choreografie: Trisha Brown, gedanst door Vicki Shick